# (245983) Machholz
(245983) Machholz est un astéroïde de la ceinture principale.

## Description
(245983) Machholz est un astéroïde de la ceinture principale. Il fut découvert le 26 septembre 2006 à Moletai par Kazimieras Černis. Il présente une orbite caractérisée par un demi-grand axe de 3,13 UA, une excentricité de 0,11 et une inclinaison de 23,1° par rapport à l'écliptique.